# Юзеф Кшиштофович
Юзеф Кшиштофович (пол. Józef Krzysztofowicz; 1762 — 26 лютого 1816) — церковний діяч, єпископ для вірних Вірменської католицької церкви в Російській імперії (1810—1816).

## Життєпис
Священничі свячення отримав бл. 1784 року.
Був парохом у Могилеві-Подільському (1800), каноніком у Кам'янці-Подільському (1804). Номінований титулярним єпископом Арки Фінікійської (Arca in Phoenicia) та єпископом-помічником у Кам'янці-Подільському для католиків вірменського обряду (1806), а згодом адміністратором могилевського вікаріяту (1809). Єпископські свячення отримав 1810 року. 
Був єпископом для всіх вірних вірмено-католицького обряду в Російській імперії.